# Clogmia albipunctata
Clogmia albipunctata  (Williston, 1893) é um pequeno insecto díptero pertencente à família Psychodidae.

## Descrição
O adulto apresenta apenas alguns milímetros de comprimento (3–5 mm) e, apesar de ser um díptero, apresenta um aspecto morfológico que numa análise superficial lhe dá o aspecto de uma pequena traça, com o corpo e as asas recobertos por uma fina camada de pequenos pelos de coloração cinzento-acastanhada.
Os adultos de C. albipunctata passam a maior parte da sua vida pousados sobre objectos próximos de locais húmidos e ricos em matéria orgânica e putrefacção onde as larvas se desenvolveram. Movem-se por pequenos saltos, por vezes com voos débeis que nunca são longos.
As larvas vivem em ambientes aquáticos, alimentando-se de substâncias orgânicas em decomposição e de placas microbianas. Infestam com frequência ralos e tubagens de esgoto, sendo por isso conhecidas no Brasil por mosca-de-banheiro.
Apesar de geralmente consideradas inócuas, na literatura estão reportados alguns casos de miíase causados pelas larvas deste insecto, a nível nasal, intestinal e urinário.